# Nikołaj Korowin
Nikołaj Iwanowicz Korowin, ros. Николай Иванович Коровин (ur. 26 kwietnia 1901 r. we wsi Szurowo w moskiewskiej guberni, zm. ?) – radziecki wojskowy (podpułkownik), zastępca szefa sztabu Rosyjskiej Narodowej Armii Ludowej, dowódca jednego z Batalionów Wschodnich, a następnie zastępca szefa oddziału operacyjnego sztabu Sił Zbrojnych Komitetu Wyzwolenia Narodów Rosji podczas II wojny światowej.
W 1914 r. ukończył 4-klasową szkołę wiejską. W 1919 r. wstąpił do Rosyjskiej Partii Komunistycznej (bolszewików). W połowie marca 1920 r. został zmobilizowany do wojska bolszewickiego. Brał udział w wojnie domowej w Rosji. Służył w 4 Pułku Zapasowym. Od sierpnia tego roku pełnił funkcję komisarza politycznego (politruka) w wydziale politycznym Frontu Zachodniego, zaś od stycznia 1921 r. w smoleńskiej szkole wojskowo-inżynierskiej. W kwietniu tego roku został inspektorem oddziału politycznego 1 odcinka bojowego wojsk guberni tambowskiej. Uczestniczył w walkach z powstańcami chłopskimi A. S. Antonowa (powstanie tambowskie). Od października był politrukiem i sekretarzem jaczejki partyjnej pociągu pancernego nr 50 "Korszun". W styczniu 1922 r. objął funkcję komisarza wojskowego 315 Samodzielnej Kompanii Saperów 8 Dywizji Strzeleckiej. W maju tego roku został inspektorem oddziału politycznego dywizji. Od lipca pełnił obowiązki politruka sztabu dywizji. W styczniu 1923 r. został sekretarzem komisarza wojskowego 22 Pułku Strzeleckiego 8 Dywizji Strzeleckiej. W 1924 r. ukończył szkołę partyjną 2 stopnia przy oddziale politycznym dywizji, zaś we wrześniu 1926 r. strzelecko-taktycznych kursów "Wystrieł". Objął dowództwo kompanii 8 Dywizji Strzeleckiej. Od grudnia 1929 r. pełnił funkcję rejonowego komisarza wojskowego w Białoruskim Okręgu Wojskowym, zaś od sierpnia 1930 r. słuckiego rejonowego komisarza wojskowego. W czerwcu 1934 r. został zastępcą naczelnika oddziału mobilizacyjnego mozyrskiego korpuśnego okręgu mobilizacyjnego. Od sierpnia 1937 r. był zastępcą szefa sztabu XXIII Korpusu Strzeleckiego. W 1938 r. awansował do stopnia majora. W 1939 r. ukończył wyższą akademię Armii Czerwonej w Moskwie. Od kwietnia tego roku był wykładowcą w akademii. W 1941 r. został podpułkownikiem. Na początku kwietnia tego roku stanął na czele katedry taktyki akademii. Od poł. lipca był szefem 1 wydziału i zastępcą szefa oddziału operacyjnego sztabu 32 Armii Frontu Zachodniego. Pod koniec lipca dostał się do niewoli niemieckiej. Na początku 1942 r. został oswobodzony z obozu jenieckiego. Został szefem oddziału pracy urzędu miejskiego w okupowanym Bobrujsku. W sierpniu tego roku wstąpił do Rosyjskiej Narodowej Armii Ludowej (RNNA). Objął funkcję zastępcy szefa sztabu RNNA. Po jej rozwiązaniu w lutym 1943 r., został dowódcą jednego z Ostbatalionów w okupowanej Holandii. Od lata 1944 r. przebywał w rezerwie oficerskiej dowódcy Wojskami Wschodnimi gen. Ernsta Köstringa. Pod koniec 1944 r. przeszedł do rezerwy oficerskiej Sił Zbrojnych Komitetu Wyzwolenia Narodów Rosji. W styczniu 1945 r. został zastępcą szefa oddziału operacyjnego sztabu Sił Zbrojnych KONR. 9 maja tego roku wraz ze sztabem i częścią oddziałów "własowskich" poddał się Amerykanom. Przebywał w różnych obozach jenieckich. Na początku 1946 r. deportowano go do ZSRR, gdzie został skazany na karę wieloletniego pobytu w łagrach. Latem 1955 r. wyszedł na wolność. Dalsze jego losy są nieznane.